# 윤치영 (1954년)
윤치영(尹治榮, 1954년 12월 7일 - )은 대한민국의 생물학자, 생리학자, 대학교수이다. 대전대학교 생물학과 교수를 지냈다. 한국곤충학회 회장과 한국동물학회 이사를 역임하기도 했다.

## 학력
- 1974년 3월 - 1981년 2월 고려대학교 이과대학 생물학과 졸업
- 1981년 3월 - 1983년 2월 고려대학교 대학원 생물학과
- 1983년 3월 - 1988년 2월 고려대학교 대학원 생물학과

## 경력
- 1988년 3월 대전대학교 이과대학 생물학과 조교수
- 그 뒤 대전대 생물학과 부교수를 거쳐 교수로 승진 임용
- 1990년 3월 - 2000년 12월 고려대학교, 목원대학교, 호서대학교, 한국과학기술대학 강사
- 1991년 12월 - 현재 한국곤충연구소 연구원
- 1999년 8월 - 2000년 7월 미국 미시간 주립 대학교 연구교수
- 2001년 3월 - 2003년 2월 대전대 이과대학 생명과학부장, 대학원 생물학과 주임교수
- 2001년 3월 - 2005년 2월 대전대 동서생명과학연구원 연구지원센터장
- 2006년 3월 - 2006년 12월 한국학술진흥재단 자연과학단 분과전문위원(PM)
- 2007년 1월 - 2007년 12월 한국학술진흥재단 생명과학단 분과전문위원(PM)
- 2009년 1월 - 한국곤충학회 회장
- 2007년 3월 - 2008년 2월 대전대학교 기초과학연구소 소장
- 2007년 3월 - 2009년 2월 대전대학교 응용산업대학 학장
- 2009년 3월 - 대전대 교양교육원 원장
- 한국곤충학회 회장
- 한국동물학회 이사

## 학위
- 고려대학교 이과대학 생물학 학사(1981년)
- 고려대학교 대학원 이학석사(1983년)
- 고려대학교 대학원 이학박사(1988년)

## 저서 및 역서
- 《생리학 (Human Physiology, 4th ed.)》, (공동번역, 라이프사이언스, 890면, 2009)
- 《교양인을 위한 캠벨 생명과학》, (대표 역자, 월드사이언스, 400면, 2006)
- 《분자세포생물학(The Cell by Cooper)》, (공동번역, 도서출판 한우리, 601면, 2002년)
- 《동물생리학(Animal Physiology)》, (공동 편저, 정문각, 542면, 1996년)